# John Hollander
John Hollander, né le 28 octobre 1929 à Manhattan (New York) et mort le 17 août 2013 à Branford, est un poète, critique littéraire, anthologiste et professeur d'université américain. Il a fini sa carrière universitaire comme professeur émérite de littérature anglaise à l'université Yale.

## Biographie
John Hollander est le fils de Franklin Hollander et de Muriel Kornfeld, une famille de confession juive. Après ses études secondaires  au Bronx High School of Science, John Hollander s'inscrit à l'Université Columbia de New York où il obtient son Bachelor of Arts en 1950, puis son Master of Arts en 1952 il continue ses études jusqu'à son doctorat (Ph.D) en 1959 qu'il soutiendra à l'université de l'Indianna, sa thèse sera publiée sous le titre de  The Untuning of the Sky: Ideas of Music in English Poetry, 1500–1700 (éd. Princeton University Press) en 1961. Son premier recueil de poèmes, A Crackling of Thorns, a été sélectionné par WH Auden en 1958 pour être édité au titre des jeunes poètes de Yale. Les seize livres qui ont suivi  comme Types of Shape de 1969, Reflections on Espionage de 1976, et Powers of the Thirteen de 1983, etc., font preuve d'une rare maîtrise de l'écriture et de créativité littéraire.
De 1961 à 1966 il enseignera à Yale, puis de 1966 à 1977 au Hunter College. En 1977, il décide de retourner à Yale jusqu'à sa retraite.
John Hollander a publié vingt recueils de poésie et sept essais de critique littéraire, dont The Work of Poetry (1997), The Poetry of Everyday Life (1998). 
Il a édité ou codirigé de nombreuses collections comme The Laurel Ben Johnson et d'anthologies de la poésie américaine.

## Œuvres

### Poèmes
- A Draft of Light, éd. Penguin, 2008,
- Picture Window , éd. Alfred A. Knopf, 2003,
- Reflections on Espionage: The Question of Cupcake, éd. Yale University Press, 1999,
- Figurehead: And Other Poems, éd. Alfred A. Knopf, 1999,
- The Gazer's Spirit: Poems Speaking to Silent Works of Art, éd. University of Chicago Press, 1995,
- Tesserae, éd. Alfred A. Knopf, 1993,
- Selected Poetry, éd.Alfred A. Knopf, 1993,
- Types of Shape, New, Expanded Edition, éd. Yale University Press, 1991,
- Harp Lake, éd.Alfred A. Knopf, 1988,
- In Time and Place, éd. Johns Hopkins University Press, 1986,
- Powers of Thirteen, éd. Atheneum, 1983,
- Blue Wine and Other Poems, éd. Johns Hopkins University Press, 1979,
- Spectral emanations: New and selected poems, éd.  Atheneum, 1978,
- Tales Told of the Fathers, éd.Scribner, 1975
- The Head of the Bed, éd. David R. Godine, 1974,
- Town & Country Matters: Erotica & Satirica, éd. David R. Godine, 1972,
- Spectral Emanations, éd. Atheneum, 1978,
- Types of Shape, éd. Yale University Press, 1969,
- A beach Vision, 1962,
- A Crackling of Thorns, éd. Literary Licensing, 1958.

### Essais
- The Poetry of Everyday Life, éd. University of Michigan Press, 1998,
- The Work of Poetry, éd. Columbia University Press, 1997,
- Rhyme’s Reason: A Guide to English Verse, éd. Yale University Press, 1981,
- The Figure of Echo: A Mode of Allusion in Milton and After, éd. University of California Press, 1981,
- Vision and Resonance: Two Senses of Poetic Form, éd. Oxford University Press, 1975,
- Modern Poetry: Essays in Criticism, éd. Oxford University Press, 1968,
- The Untuning of the Sky: Ideas of Music in English Poetry, 1500–1700 éd. Princeton University Press, 1961,

## Prix et distinction
- 2006, Pensionnaire du Poet Laureate of the State of Connecticut
- 2006, Obtention du  Robert Fitzgerald Prosody Award
- 2002, Obtention du Philolexian Award pour l'ensemble de son œuvre,
- 1990, Elu membre de la Fondation MacArthur
- 1983, Lauréat du Bollingen Prize pour son recueil de poésies Powers of Thirteen.
- 1981, Élu Chancelier de l'Academy of American Poets[10]
- 1979, Élu membre de l'American Academy of Arts and Letters Department of Literature